# Abdúl Aramayo
Abdúl Aramayo Mendizábal (4 września 1934) – piłkarz boliwijski, napastnik.
Urodzony w Tarija Aramayo karierę piłkarską rozpoczął w 1954 roku w klubie Chaco Petrolero La Paz. Jako piłkarz klubu Chaco Petrolero wziął udział w turnieju Copa América 1959, gdzie Boliwia zajęła ostatnie, siódme miejsce. Aramayo zagrał w pięciu meczach – z Argentyną (zmienił na boisku Césara Sáncheza), Paragwajem, Brazylią, Chile i Peru (w trakcie meczu zmienił go Víctor Ugarte).
Nadal jako gracz klubu Chaco Petrolero wziął udział w turnieju Copa América 1963, gdzie Boliwia zdobyła tytuł mistrza Ameryki Południowej. Aramayo zagrał w czterech meczach – z Ekwadorem (zmienił na boisku Renána Lópeza), Kolumbią (zmienił go Fortunato Castillo), Peru (wszedł na boisko za Ramiro Blacutta) i Paragwajem (w trakcie meczu zastąpił go Ramiro Blacutt).
W Chaco Petrolero grał do 1964 roku, po czym w 1965 roku został piłkarzem klubu Club Bolívar, razem z którym w 1966 roku zdobył mistrzostwo Boliwii, w wyniku czego wziął udział w turnieju Copa Libertadores 1967. Jego klub na 6 drużyn zajął w grupie 4. miejsce i odpadł z rozgrywek, natomiast Aramayo zdobył w turnieju 2 bramki. Jako gracz Bolívar w 1967 roku zakończył karierę piłkarską.
Ze względu na prezentowaną świetną technikę nazywany był boliwijskim Garrinchą.